# کامیلا اسکولیموفسکا
کامیلا اسکولیموفسکا (به لهستانی: Kamila Skolimowska) ،(زاده ۴ نوامبر ۱۹۸۲ – درگذشته ۱۸ فوریه ۲۰۰۹) ورزشکار لهستانی در رشته پرتاب چکش بود. او بیشتر به خاطر کسب مدال طلا در
بازی‌های المپیک تابستانی ۲۰۰۰ که برندهٔ مدال طلا و جوانترین قهرمان پرتاب چکش المپیک شد، و همین‌طور به خاطر دو مدالش در مسابقات قهرمانی اروپا شناخته شده‌است. بهترین پرتاب شخصی او و رکورد سابق لهستان ۷۶٫۸۳ متر بود که در مه ۲۰۰۷ در دوحه بدست آمد. او در ۱۸ فوریه ۲۰۰۹ در ویلا رئال دسانتو آنتونیو پرتقال در اردوی تیم ملی لهستان درگذشت.

## درگذشت
اسکولیموفسکا در یک جلسه تمرینی در پرتغال به طور غیر منتظره در سن ۲۶ سالگی درگذشت. علت مرگ وی (که در ابتدا در بسیاری از رسانه ها به احتمال زیاد حمله قلبی گزارش شده بود) با کالبد شکافی به عنوان آمبولی ریوی تأیید شد.

## رکورد مسابقات
| سال            | مسابقه                     | محل برگزاری        | مقام           | توضیحات        |
| نماینده لهستان | نماینده لهستان             | نماینده لهستان     | نماینده لهستان | نماینده لهستان |
| -------------- | -------------------------- | ------------------ | -------------- | -------------- |
| ۱۹۹۷           | قهرمانی جوانان اروپا ۱۹۹۷  | لیوبلیانا، اسلوونی | اول            | ۵۹٫۷۲ متر      |
| ۱۹۹۸           | مسابقات اروپایی ۱۹۹۸       | بوداپست،مجارستان   | هفتم           | ۶۲٫۶۸ متر      |
| ۱۹۹۹           | مسابقات جهانی زنان ۱۹۹۹    | بیدگوشچ،لهستان     | اول            | ۶۳٫۹۴ متر      |
| ۱۹۹۹           | مسابقات جهانی ۱۹۹۹         | سویل،اسپانیا       | بیست و یکم (q) | ۵۰٫۳۸ متر      |
| ۲۰۰۰           | بازیهای المپیک             | سیدنی،استرالیا     | اول            | ۷۱٫۱۶ متر      |
| ۲۰۰۰           | مسابقات جهانی جوانان۲۰۰۰   | سانتیاگو،شیلی      | بیستم (q)      | ۵۱٫۸۴ متر      |
| ۲۰۰۱           | مسابقات جهانی۲۰۰۱          | ادمونتون،کانادا    | چهارم          | ۶۸٫۰۵متر       |
| ۲۰۰۱           | بازیهای گودویل ۲۰۰۱        | بریزبن، استرالیا   | 1st            | ۷۰٫۳۱ متر      |
| ۲۰۰۲           | مسابقات اروپایی ۲۰۰۲       | مونیخ،آلمان        | دوم            | ۷۲٫۴۶ متر      |
| ۲۰۰۳           | European U23 Championships | بیدگوشچ،لهستان     | اول            | ۷۱٫۳۸ متر      |
| ۲۰۰۳           | مسابقات جهانی ۲۰۰۳         | پاریس،فرانسه       | هشتم           | ۶۸٫۳۹ متر      |
| ۲۰۰۴           | بازیهای المپیک             | آتن،یونان          | پنجم           | ۷۲٫۵۷متر       |
| ۲۰۰۵           | مسابقات جهانی۲۰۰۵          | هلسینکی،فنلاند     | هفتم           | ۶۸٫۹۶ متر      |
| ۲۰۰۵           | یونیورسیاد تابستان ۲۰۰۵    | ازمیر،ترکیه        | اول            | ۷۲٫۷۵ متر      |
| ۲۰۰۶           | مسابقات اروپایی ۲۰۰۶       | یوتبری،سوئد        | سوم            | ۷۲٫۵۸ متر      |
| ۲۰۰۷           | مسابقات جهانی ۲۰۰۷         | اوزاکا، ژاپن       | چهارم          | ۷۳٫۷۵ متر      |
| ۲۰۰۸           | بازیهای المپیک             | بیجینگ،چین         | دوازدهم        | NM             |